# El viaje imposible: En México con Roberto Bolaño
El viaje imposible: En México con Roberto Bolaño es un libro de 2010, de fotografía y ensayo, escrito por Dunia Gras y Leonie Meyer-Krentler, con fotografías de Siqui Sánchez, publicado en Tropo Editores, como el tercer libro de su colección «Ilustrada».

## Confección
Los autores recorrieron Ciudad de México y el norte del país, en la frontera con Estados Unidos y el desierto de Sonora, intentando reflejar en fotografías el México que el escritor chileno Roberto Bolaño transmitió en muchas de sus obras.
La frase «El viaje imposible» del título alude a la dificultad de encontrar un símil entre el México de décadas pasadas y el de los años 2000 y 2010, debido a la mezcla de realidad y ficción en la obra de Bolaño, pero también a los efectos del tiempo.
Los textos de Leonie Meyer-Krentler y Dunia Gras, esta última amiga de Bolaño, quien lo entrevistó en diversas ocasiones, intentan ilustrar el imaginario del autor, asociando su obra con la de otros autores e indagando en textos específicos de sus obras en la búsqueda de motivaciones y justificaciones. Una dedicatoria al comienzo del libro reza «Para Roberto, por una deuda pendiente».
Las fotografías formaron una exposición itinerante por diversas ciudades de Europa, patrocinada por el Instituto Cervantes.

## Estructura
El libro comienza con una introducción, y luego se divide en tres partes, cada una situada en distintas zonas de México retratadas por Roberto Bolaño: Ciudad de México, el desierto de Sonora y Ciudad Juárez. 
Los textos, escritos en la tipografía Courier que emula la de las máquinas de escribir, está intercalado por 74 fotografías, algunas de las cuales van acompañadas por citas de los libros del autor: de Amuleto en la primera parte, de Los detectives salvajes en la primera y segunda parte, y de 2666, al final de la segunda y en toda la tercera parte.
Finaliza con un breve epílogo de una página, seguido de la bibliografía utilizada, así como de una lista de agradecimientos, en buena parte conformada por familiares y amigos de Bolaño.

## Contenido

### Introducción
Los autores reconocen la imposibilidad de retratar en fotografías el México que conoció Bolaño en los años 1970, así que explican que estas fotografías son una lectura de su obra. Además explican que si bien Bolaño conoció bien México, D. F., nunca fue a Sonora, Chihuahua o Ciudad Juárez, lugares sobre los cuales escribió mucho. No obstante, el escritor se documentó minuciosamente con colegas y amigos para poder escribir acerca de ellos.

### 1ª Parte: El D. F.
Se habla del deambular de Bolaño, retratado en varias de sus obras, por las calles de distintas colonias de Ciudad de México durante su adolescencia y primera juventud; de las librerías de viejo, los barrios oscuros de prostitutas y otros barrios humildes, el Café La Habana en el centro de la ciudad, la UNAM, entre otros. Se asocian estas largas caminatas con las efectuadas por los personajes de Rayuela de Julio Cortázar, así como por obras de Charles Baudelaire, Gérard de Nerval, Guillaume Apollinaire, Walter Benjamin y André Breton, descubriendo también reminiscencias textuales con la Internacional Situacionista, entre otros.

### 2ª Parte: El norte que imanta los sueños
Sobre la perspectiva de «El norte» —de México— para Bolaño, como lugar peligroso y mágico, semejante a lo que simboliza «El sur» para Jorge Luis Borges, o también, según los autores, a las expediciones en la búsqueda del epicentro del Polo Norte. Se plantea la teoría de que los personajes de Bolaño son «heterotópicos», término de Michel Foucault empleado para referirse a la capacidad de estar en dos o más lugares a la vez. Así, los personajes de Bolaño suelen estar al mismo tiempo en un lugar físico, pero también en un plano metafísico, y otro irreal.

### 3ª Parte: Santa Teresa, un oasis de horror en un desierto de aburrimiento
Sobre Ciudad Juárez en la realidad, una ciudad fronteriza de explosivo crecimiento industrial y demográfico, sometida a un régimen de violencia constante; y la retratada en 2666, como un lugar espantoso en medio del desierto, donde se describen en detalle los feminicidios y la impunidad de las autoridades. Sin embargo, en 2666 la ciudad posee una ubicación borrosa en el plano físico, y los autores aventuran algunas teorías de por qué Bolaño decidió en la novela llamarle «Santa Teresa», en una práctica poco usual en el resto de su obra.

### Epílogo
Los autores comparan el trabajo realizado en la creación del libro con una sensación vivida por el protagonista Belano —alter ego de Bolaño— en el cuento «Muerte de Ulises», de publicación póstuma en El secreto del mal.